# Oberonia variabilis
Oberonia variabilis là một loài thực vật có hoa trong họ Lan. Loài này được Kerr mô tả khoa học đầu tiên năm 1927.